# Ricardo Talu
Ricardo Talu (Luanda, 21 juli 1993) is een Nederlandse voetballer die bij voorkeur als verdediger speelt. Hij verruilde in 2014 PEC Zwolle voor SC Telstar. Hij heeft ook de Angolese nationaliteit.
Talu debuteerde op 15 december 2012 in het betaald voetbal. Hij verloor die dag met PEC Zwolle met 1-2 thuis van AZ. Ook heeft hij bij Albion Rovers in Schotland gespeeld.   

## Statistieken
| Seizoen                   | Club       | Land      | Competitie     | Wed. | Goals |
| ------------------------- | ---------- | --------- | -------------- | ---- | ----- |
| 2012/13                   | PEC Zwolle | Nederland | Eredivisie     | 1    | 0     |
| 2013/14                   | PEC Zwolle | Nederland | Eredivisie     | 0    | 0     |
| 2013/14                   | SC Telstar | Nederland | Jupiler League | 0    | 0     |
| Totaal                    | Totaal     | Totaal    | Totaal         | 1    | 0     |
| Bijgewerkt tot 8 augustus |            |           |                |      |       |